# Вусачик-підонія
Вуса́чик-підо́нія (Pidonia Mulsant, 1863) — рід жуків з родини Вусачів. У світовій фауні налічується понад 150 видів. У Фауні України — 1 вид.

## Види
- Вусачик-підонія жовта (Pidonia lurida Fabricius, 1792)